# 圣殿区域

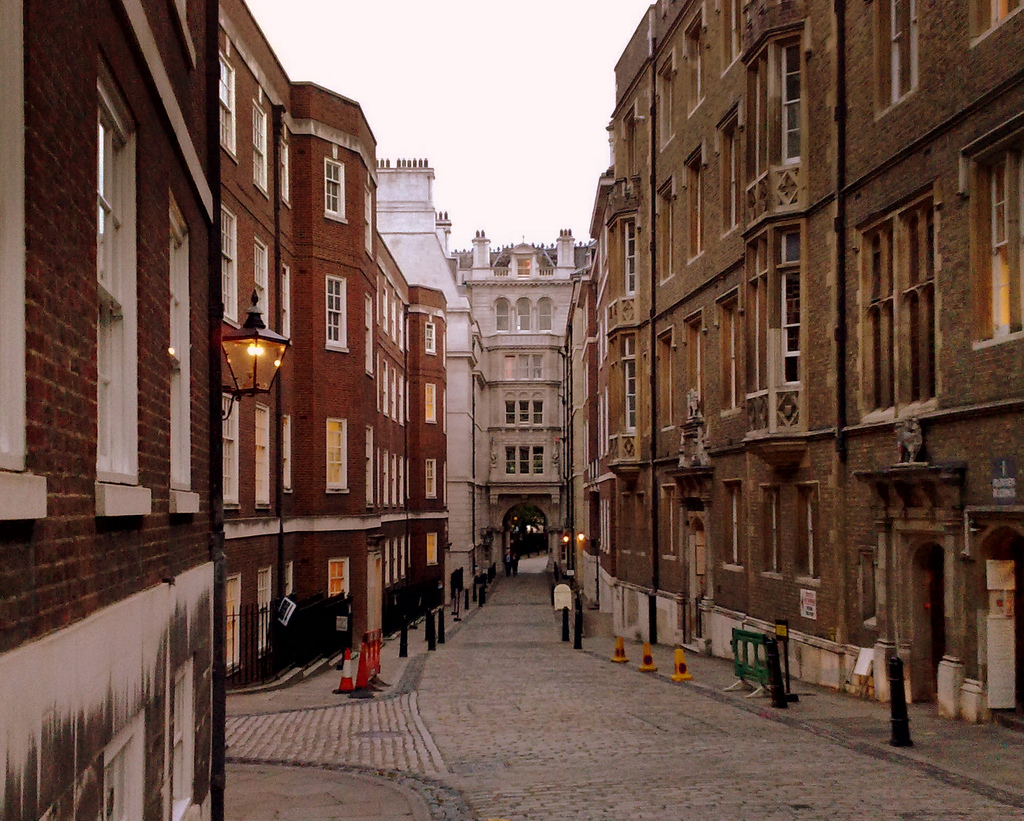
中殿巷，两边的建筑内都是訟務律師事务所。

圣殿（英語：Temple）是倫敦市中心的一个区域，位于圣殿教堂附近，历史上和今天都是该市主要的法律区，英国法律的著名中心。四个英国律师学院中的两个：内殿律师学院和中殿律师学院都位于此处，皇家司法院就在北面。圣殿区的范围南到泰晤士河（维多利亚堤岸），西面是薩里街，北面是河岸街和弗利特街，东面是加尔默罗会街和白衣修士街。圣殿区大部分位于伦敦市，但也有一小部分属于西敏市。
圣殿区拥有许多大律師与事务律师的事务所，以及一些著名的法律机构，如勞資上訴審裁處。国际战略研究所的总部设在阿伦德尔府，靠近圣殿地铁站。
圣殿地区的行政地位比较特殊。虽然位于伦敦城的边界以内，但由于历史上这里是圣殿骑士团管辖的自由地，在圣殿骑士团被打倒之后这里就成为了由继承的律师学院——內殿與中殿自主管辖的特殊行政区。时至今日，行政上圣殿地区仍是内殿和中殿两个自主管辖的行政区域，而宗教上也独立于伦敦主教的辖区。